# De Pers

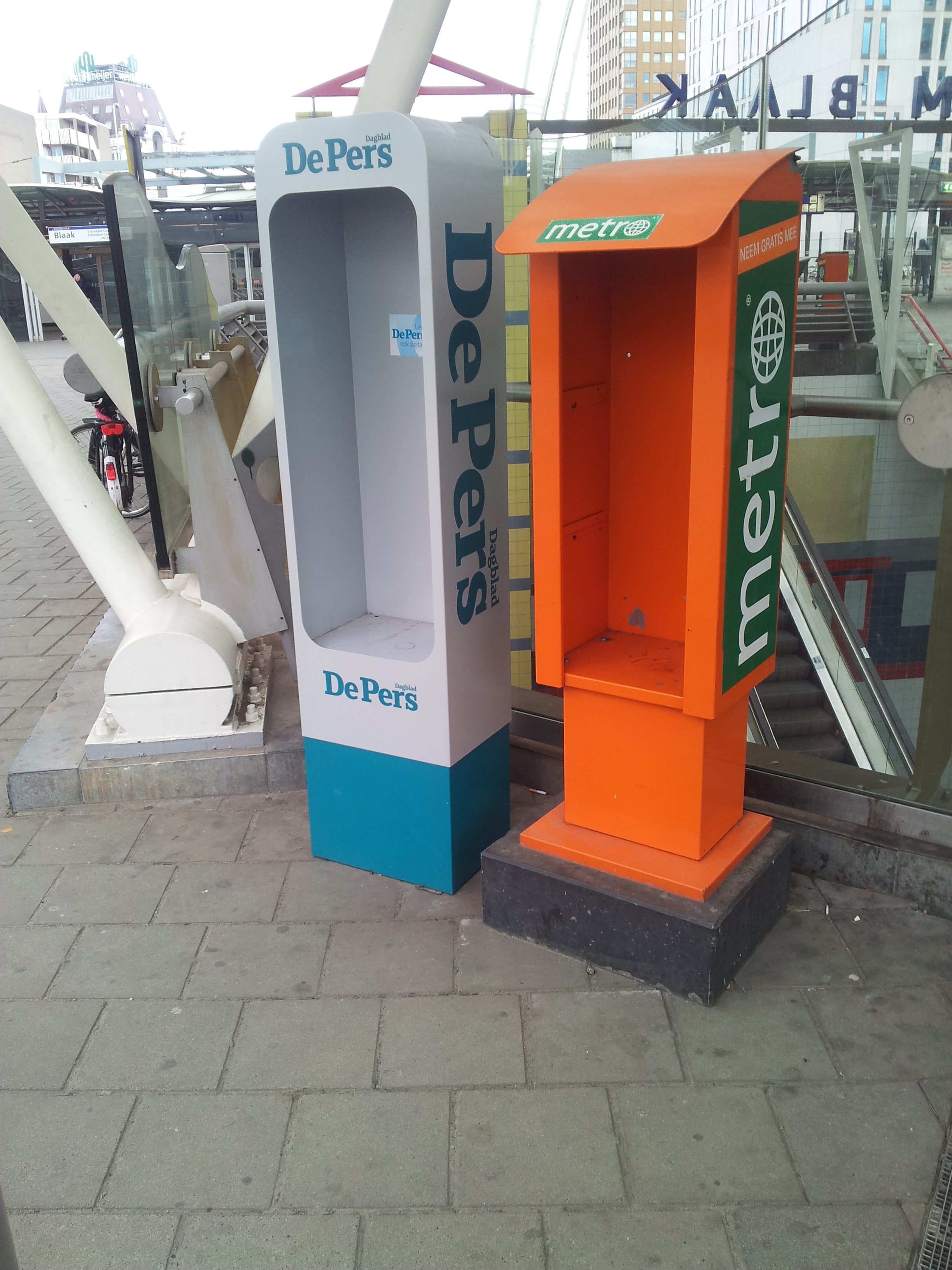
Uitdeelbakken van de Metro en De Pers

De Pers is een voormalige Nederlandse gratis krant die van 2007 tot 2012 werd uitgegeven op tabloidformaat met een oplage van ruim 300.000 stuks. De krant was opgericht door investeerder Marcel Boekhoorn. Het dagblad verscheen op werkdagen en werd hoofdzakelijk verspreid via distributiepunten in het openbaar vervoer. De krant werd aanvankelijk gedrukt bij Dijkman Offset in Diemen, NDC in Leeuwarden en bij het Limburgs Dagblad in Heerlen, later bij Wegener.

## Geschiedenis
Op 23 januari 2007 verscheen dagblad De Pers voor het eerst. Het was de derde van de gratis kranten van Nederland: Metro en Sp!ts sinds 1999 en kort na de lancering van De Pers kwam DAG er als vierde bij (de papieren editie daarvan is echter in oktober 2008 opgehouden te bestaan). Ook was het de tweede krant, naast de Metro, die werd verspreid via krantenbakken op NS-stations. Verder was de krant verkrijgbaar bij diverse Bruna-boekwinkels en was de krant ook online te lezen en te downloaden in pdf-formaat. Sommige bedrijven hadden ook een bak waar De Pers voor werknemers te halen was. In een aantal plaatsen in Nederland werd de krant ook huis-aan-huis verspreid. Op 23 juni 2007 verscheen er voor het eerst een zaterdagse editie: De Pers op zaterdag.
De Pers gebruikte eerst de slogan: Gratis, maar niet goedkoop, die later vervangen werd door Werkt bevrijdend.
Vanaf april 2008 werd als experiment samen met IEX.nl ook De Financiële Pers uitgebracht. Deze krant werd alleen in financiële centra zoals het Damrak verspreid. Uitgever Van den Berg vertrok kort daarna echter na een conflict. De Financiële Pers kwam niet verder dan enkele proefnummers.
Op 9 april 2009 maakte grootaandeelhouder Boekhoorn bekend dat De Pers ging samenwerken met Wegener, een groter uitgever van regionale kranten. Het bedrijf nam voor 13 jaar de advertentieverkoop, het drukken en de distributie van De Pers over. Op IT-gebied en redacties zou er meer samengewerkt worden en De Pers zou landelijke adverteerders naar de uitgaven van Wegener moeten trekken. Wegener dacht meer dan 16 miljoen euro aan de deal te verdienen, maar de omzet bleek steken op enkele miljoenen euro's.
Op 8 mei 2009 kondigde De Pers aan dat de papieren editie voortaan alleen nog in de Randstad op de gebruikelijke distributiepunten verkrijgbaar zou zijn. Lezers van buiten de Randstad werden verwezen naar de online editie. De oplage werd verlaagd naar 200.000 exemplaren. Later was de krant elders in het land weer te verkrijgen, waardoor de oplage steeg. In 2010 verscheen van Govert Schilling een boek over de totstandkoming van De Pers, getiteld Gratis maar niet goedkoop.

## Einde en digitale doorstart
Op 30 maart 2012 verscheen de laatste editie. Uitgever Wegener en Mountain Media konden de krant nooit winstgevend maken. Het contract van Wegener uit 2009 met De Pers werd verbroken. Wegener betaalde hiervoor een vergoeding van 45 miljoen euro. Op vrijdag 30 maart 2012 verscheen de laatste De Pers. De online artikelen van De Pers werden overgezet naar de website deondernemer.nl. Inmiddels was echter de actie Red de Pers opgezet, waarmee de mogelijkheden voor een digitale doorstart verkend werden. Er werden plannen gelanceerd voor De Nieuwe Pers, een digitale versie, deels gratis en deels via een betaalde app te raadplegen. De lancering hiervan zou aanvankelijk in de zomer van 2012 zijn, maar dat werd 11 februari 2013.

### Reporters Online
De Nieuwe Pers fuseerde eind 2013 met ThePostOnline, waarna haar activiteiten onder de noemer 'TPO Magazine' werden voortgezet. Eind 2015 ging deze voortzetting van De Nieuwe Pers zelfstandig door, en veranderde daarbij de naam TPO Magazine in Reporters Online, nog steeds met Jan-Jaap Heij aan het roer.

## Medewerkers

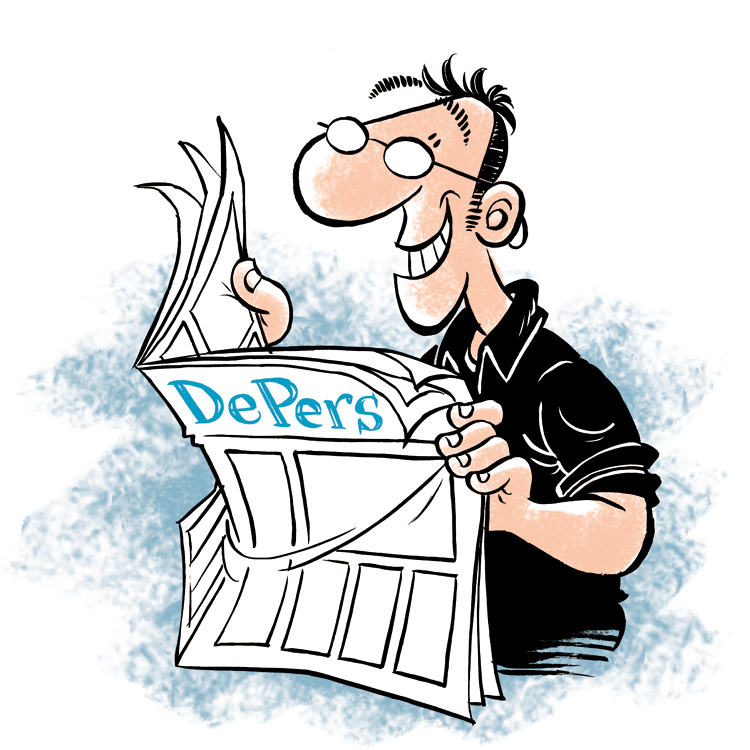

Het eerste jaar van De Pers was Ben Rogmans hoofdredacteur maar formeel niet in functie, vanwege een concurrentiebeding van zijn vorige werkgever Wegener. In 2007 werd hij door de redactie van vakblad De Journalist uitgeroepen tot journalist van het jaar. Later werd Rogmans uitgever van de krant. Hoofdredacteur van de krant was Jan-Jaap Heij en adjunct-hoofdredacteur Alain van der Horst. Chef-redacteuren waren Mark van Assen en John Hoogerwaard. Artdirector was Koos Jeremiasse.
Voor De Pers werkten onder meer:
- Kustaw Bessems als politiek medewerker
- Hans Wiegel, Jeroen Smit, Margriet van der Linden, Maartje Duin, Henk Westbroek, Tommy Wieringa en Marcia Luyten als columnisten
- Floris Jan Bovelander als sportcolumnist
- Edward Deiters als financieel-economisch redacteur
- Marcel Hulspas als wetenschappelijk commentator
- Alexander Nijeboer als recensent van cabaret en komedie en onderzoeksjournalist
- Arnold Karskens als oorlogsverslaggever en onderzoeksjournalist
- Nico Dijkshoorn als mediajournalist
- Caroline Griep, Nathalie Strijker en Marco Bakker als eindredacteuren
- Iwan Tol als sportjournalist
- René Leisink verzorgde tot 2012 de dagelijkse cartoon Argus
- Thijs Zonneveld als sportjournalist.
- Marcia Nieuwenhuis als politiek journalist